# Hantili I
Hantili I  fue un rey de Hatti del siglo XVI a. C. que gobernó el país de Hatti de 1590 a. C. a 1560 a. C.

## Biografía
Hantili estaba casado con Harapsili, hermana de Mursili I. Conjurado de su yerno Zidanta I, accedió al trono tras asesinar a Mursili unos pocos años después de que este regresara de su expedición babilónica.
Comenzó su reinado continuando las campañas sirias que tanto éxito habían tenido en tiempos de Hattusili I y Mursili, pero pronto sufrió una serie de invasiones hurritas, que saquearon gran parte del reino hitita.
Alcanzó una edad avanzada. Sus últimos años fueron testigos del asesinato de Pisseni y sus nietos por Zidanta, su yerno y cómplice en la conjura contra Mursili.
Hantili fue copero durante el reinado de Mursili.